# Paranothrotes citimus
Paranothrotes citimus är en insektsart som beskrevs av Leo L. Mishchenko 1951. Paranothrotes citimus ingår i släktet Paranothrotes och familjen Pamphagidae. Inga underarter finns listade i Catalogue of Life.